# Walkerana
Walkerana is een geslacht van rechtvleugeligen uit de familie krekels (Gryllidae). De wetenschappelijke naam van dit geslacht is voor het eerst geldig gepubliceerd in 2009 door Otte & Perez-Gelabert.

## Soorten
Het geslacht Walkerana omvat de volgende soorten:
- Walkerana clandestina Otte & Perez-Gelabert, 2009
- Walkerana encollos Otte & Perez-Gelabert, 2009
- Walkerana enstates Otte & Perez-Gelabert, 2009
- Walkerana mira Otte & Perez-Gelabert, 2009
- Walkerana ochleros Otte & Perez-Gelabert, 2009
- Walkerana pedetes Otte & Perez-Gelabert, 2009
- Walkerana rhopheticos Otte & Perez-Gelabert, 2009
- Walkerana timens Otte & Perez-Gelabert, 2009
- Walkerana tinniens Otte & Perez-Gelabert, 2009
- Walkerana vexans Otte & Perez-Gelabert, 2009